# تدخل (طب)
التدخل، عند مناقشة ممارسة الطب، هو مصطلح مهين يستخدمه منتقدو النموذج الطبي بشكل عام حيث يُنظر إلى المرضى كمتلقين سلبيين يتلقون علاجات خارجية مقدمة من والتي لها تأثير على إطالة العمر، أو على الأقل توفير الشعور الذاتي بفعل كل شيء ممكن.
عادة ما يتم تشجيع التدخل من قبل المرضى المصابين بأمراض لا تنتهي وأفراد أسرهم عندما يكونون غير مستعدين عاطفيًا للاعتراف بأن المريض سيموت. يشعر معظم مقدمي الرعاية الصحية بعدم الارتياح عندما يخبرون الناس أن المزيد من العلاج الموجه للعلاج أو تمديد الحياة هو رعاية طبية غير مجدية، وغالبًا ما يكون المرضى والعائلات غاضبين من مقدم الرعاية أو يشعرون بالرفض من قبل مقدم الخدمة عندما يحصلون على معلومات دقيقة، ولكن سلبية، حول آفاق المريض. في جميع الحالات تقريبًا، يمكن عمل شيء للمريض، وغالبًا ما تكافئ العائلات وتشجع مقدم الخدمة الذي يقترح سلسلة من العلاجات غير المفيدة والتي غالبًا ما تكون ضارة بشكل مباشر؛ ونتيجة لذلك، من الأسهل على مقدمي الخدمات استبدال النشاط الذي لا قيمة له ومكلف من الاعتراف بصدق أنه لا يوجد شيء يطيل عمر المريض.
يرتبط التدخل بالتحيّز بالتفاؤل. هذا هو الاعتقاد بأن المريض سيتغلب على الصعاب، بغض النظر عن مدى احتمال حدوث ذلك. يشجع التحيز في التفاؤل المرضى على إجراء العلاجات التي لا تملك سوى فرص ضئيلة للنجاح، في الاعتقاد الخاطئ وغير العقلاني بأنهم سيكونون جزءًا من الأقلية الصغيرة الناجحة ، بدلاً من جزء من الغالبية العظمى الذين ليسوا كذلك.
مع المرضى الذين يعانون من مرض عضال، فإن موقف التدخل يمنع مقدمي الرعاية والمرضى من الاستفادة الكاملة من خيارات الرعاية التلطيفية. التركيز الأساسي للرعاية التلطيفية هو تحسين حياة المريض اليومية اليومية من خلال إدارة أفضل للأدوية والمساعدة العملية والتخطيط للمضاعفات المحتملة والخدمات الأخرى. عادة ما يعيش المرضى الذين يستخدمون خدمات الرعاية التلطيفية لفترة أطول، ولديهم أزمات طبية مدمرة أقل، ويتحملون نفقات طبية أقل، ولديهم جودة حياة أعلى بكثير.